# Münchner Straße 1 (Bad Kissingen)

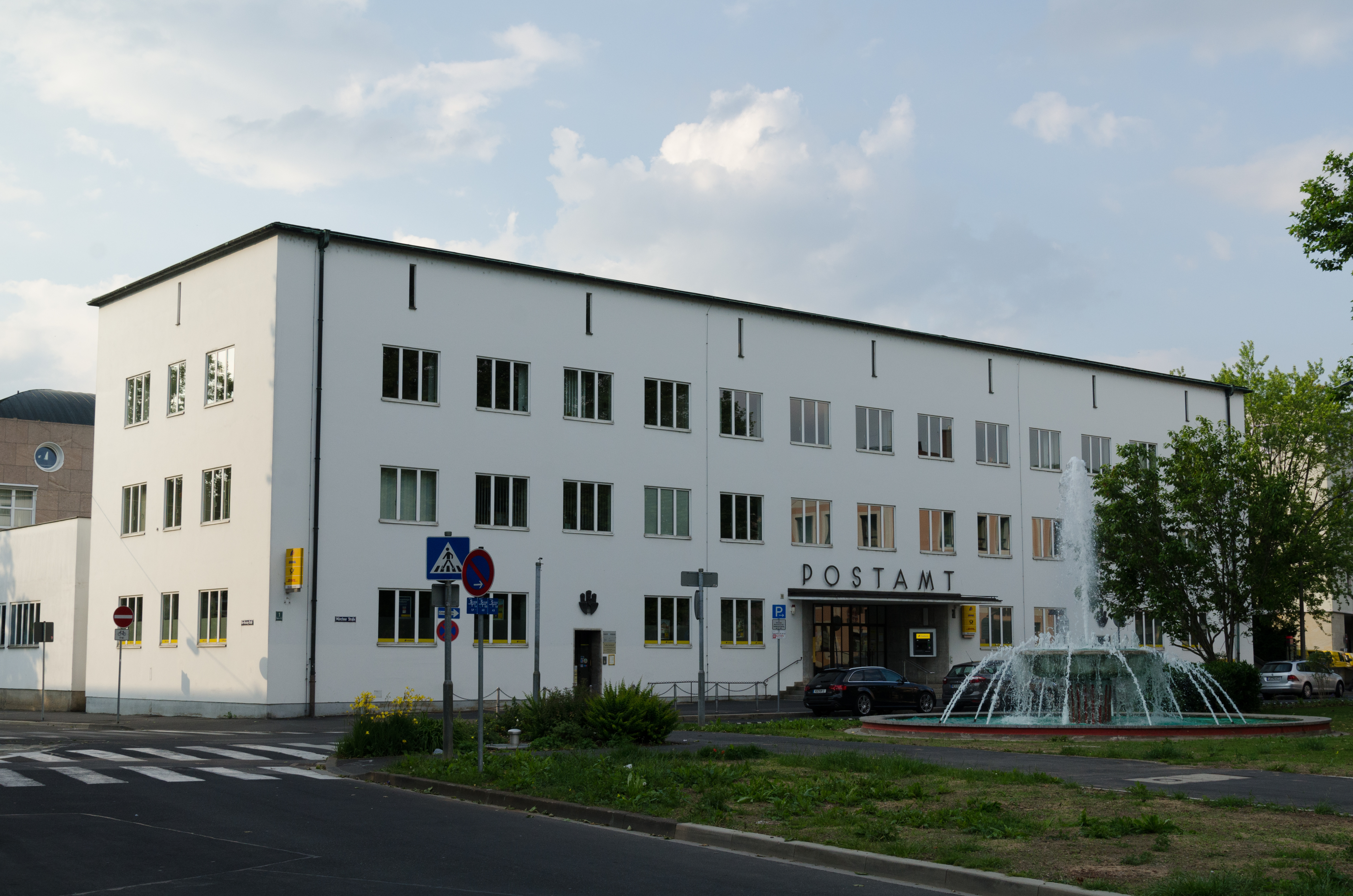
Münchner Straße 1 in Bad Kissingen

Das Anwesen Münchner Straße 1 in Bad Kissingen, der Großen Kreisstadt des unterfränkischen Landkreises Bad Kissingen, gehört zu den Bad Kissinger Baudenkmälern und ist unter der Nummer D-6-72-114-69 in der Bayerischen Denkmalliste registriert.

## Geschichte

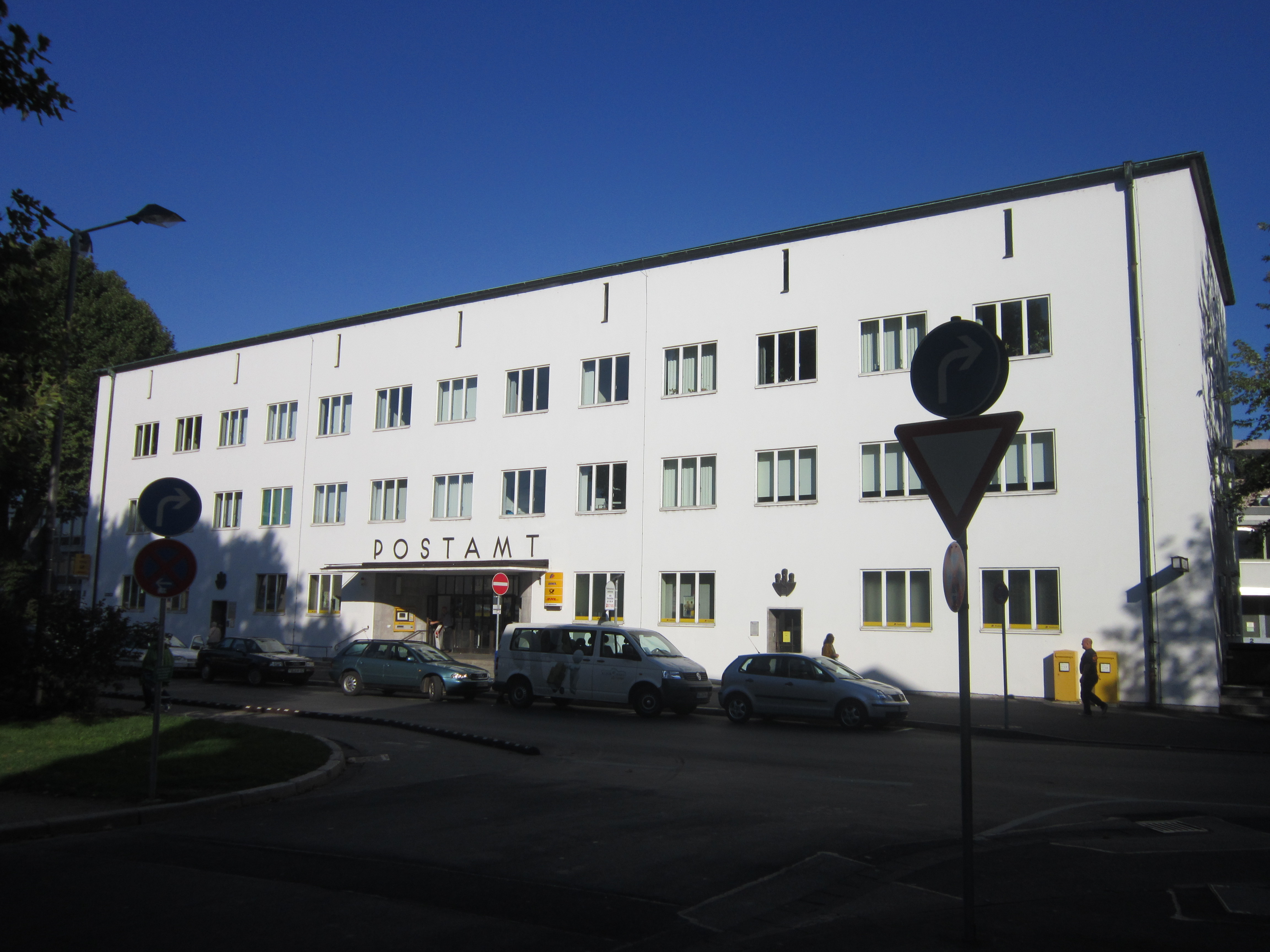
Postamt in der Münchner Straße 1, Bad Kissingen

Das Anwesen dient seit der Eröffnung im Jahr 1933 als Postamt von Bad Kissingen. Es entstand in den Jahren 1929 bis 1933 durch den Architekten Heinrich Götzger (1927–1930 Regierungsbaumeister bei der Oberpostdirektion Würzburg). Von 1900 bis 1933 war die Bad Kissinger Poststelle im Gebäude Ludwigstraße 20 untergebracht. Götzger hatte 1928 bereits die damalige Kraftwagenhalle der Post in der heutigen Winkelser Straße 1 errichtet.
Der quaderförmige Bau mit Flachdach ist im Stil der Neuen Sachlichkeit gestaltet und von der bayerischen Postbauschule der 1920er und frühen 1930er Jahre unter Robert Vorhoelzer beeinflusst.
Ursprünglich befand sich vor dem Postamt in der Münchner Straße ein aus Stahl und Glas konstruiertes Bushaltehäuschen. Ein vor dem Postamt befindlicher Kiosk wurde Ende der 1950er Jahre abgerissen; dort entstand die vor dem Postamt vorbeiführende Straßenbebauung. Zum Kiosk gehörte eine unterirdische Toilettenanlage unter der Straßenfahrbahn. Im Frühjahr 2018 wurde die Toilettenanlage entfernt und der Hohlraum verfüllt.
2023 begann eine umfassende Sanierung des Gebäudes. Das an das Postgebäude angrenzende Postverteilzentrum wurde auf das Gelände des ehemaligen Schlachthofs verlegt. Auf dem bisherigen Posthof sollen ein Ärztehaus und ein Seniorenzentrum entsteheh.